# Chusaris renalis
Chusaris renalis là một loài bướm đêm trong họ Noctuidae.